# One Hour Before Dawn
One Hour Before Dawn er en amerikansk stumfilm fra 1920 af Henry King.

## Medvirkende
- Frank Leigh - Norman Osgood
- Howard Davies - Harrison Kirke
- H. B. Warner - George Clayton
- Anna Q. Nilsson - Ellen Aldrich
- Augustus Phillips - Bob Manning
- Adele Farrington - Mrs. Montague
- Lillian Rich - Dorothy
- Dorothy Hagan - Mrs. Copeland
- Thomas Guise - Judge Copeland
- Ralph McCullough - Fred Aldrich
- Edmund Burns - Arthur
- Wilton Taylor - Inspector Steele